# マリアンネ・コッホ
マリアンネ・コッホ（Marianne Koch、1931年8月19日 - ）は、ドイツの元女優、医師、医学博士。マリアンヌ・クック（Marianne Cook）の名でも出演している。1950年代から1960年代にかけて、西ドイツを代表する映画俳優として高い知名度を誇った。1970年代以降は俳優業から引退し、医師として活躍した。

## 経歴
マリアンネ・コッホは1931年8月19日に、西ドイツのミュンヘンで生まれた。当初は医学の道を志したものの、俳優としてのキャリアがスタートしたために勉強を中断せざるを得なかったという。1950年に公開された『Der Mann, der zweimal leben wollte』（日本未公開）が、彼女の映画初出演作である。
コッホは1955年の『悪魔の将軍』でドイツ映画賞の銀賞を獲得し、俳優としての評価を確立させた。西ドイツのみならず国際的に活躍し、1954年の『夜の人々』ではグレゴリー・ペックと、1964年の『荒野の用心棒』ではクリント・イーストウッドと共演を果たしている。それらの俳優業の傍ら、西ドイツの人気クイズ番組『Was bin ich?』のレギュラーとして出演し、人気を集めた。
コッホは1971年に俳優業から引退し、医学の勉強を再開。1974年には医学博士号を取得した。それ以降は故郷ミュンヘンで医師としての活動を続けながら、テレビやラジオの健康番組のホステスとして活躍した。また、健康について述べた一般人向けの著書も数冊出版している。

## 主な出演作品
- 『夜の人々』 - Night People （1954年）
- 『ルートヴィヒ2世 - ある王の栄光と没落』[1] - Ludwig II. – Glanz und Elend eines Königs （1955年）
- 『悪魔の将軍』[2] - Des Teufels General （1955年）
- 『命ある限り』 - Solange du lebst （1955年）
- 『撃墜王 アフリカの星』 - Der Stern von Afrika （1957年）　-　※日本でDVD発売
- 『間奏曲』 - Interlude （1957年）
- 『パリの狐』 - Der Fuchs von Paris （1957年）
- 『猟奇美女連続殺人』 - Das Ungeheuer von London City （1964年）
- 『荒野の用心棒』 - Per un pugno di dollari （1964年）　-　※日本でDVD発売

## 著書
- 『アンチエイジングのまじめな話』（マリアンネ・コッホ著、古川まり訳、オープンナレッジ、2008年） ISBN 978-4-902444-64-3